# Al di là
Al di là – piosenka skomponowana przez Carlo Donidę do tekstu Mogola, zwyciężczyni Festiwalu Piosenki Włoskiej w San Remo w 1961 roku, na którym została wykonana przez Betty Curtis i Luciana Tajolego; zaprezentowana następnie przez Betty Curtis, reprezentującą Włochy podczas 6. Konkursu Piosenki Eurowizji w 1961 roku (zajęła 5. miejsce).

## Historia
Piosenka, bardzo melodyjna i nowoczesna jak na tamte czasy, a zarazem romantyczna została zaprezentowana na Festiwalu w San Remo w dwóch wersjach i w dwóch zupełnie różnych stylach, które walczyły ze sobą w rankingach przebojów HitParade. Zwyciężyła wersja tradycyjna Luciana Tajolego który zajął wyższe miejsce zarówno rankingu tygodniowym (2. miejsce wobec 7. Betty Curtis) i rocznej (30. wobec50. Betty Curtis).
Z tą samą piosenką Betty Curtis reprezentowała Włochy podczas finału 6. Konkursu Piosenki Eurowizji zajmując 5. miejsce (12 pkt.).
Piosenka została wydana na singlu we Włoszech przez wytwórnię CGD oraz w Europie przez holenderską wytwórnię CNR i grecką wytwórnię Fidelity; szwedzka wytwórnia Artist wydała ją na EP-ce „Betty Curtis & Johnny Dorelli – Canta San Remo 1961”. 
W Stanach Zjednoczonych piosenkę spopularyzowali Connie Francis w 1963 roku oraz Ray Charles Singers rok później.